# Brush with Greatness
«Brush with Greatness» (с англ. — «Кисть с величием») — восемнадцатый эпизод второго сезона мультсериала «Симпсоны». Впервые показан 11 апреля 1991 года.

## Сюжет
После того, как Барт и Лиза увидели шоу Красти, проходящее на горе Сплэшмор, они начали упрашивать Гомера поехать туда. Гомер неохотно соглашается, и семья едет на гору. На аттракционе H2WHOA! Гомер застревает в трубе из-за своей комплекции, и решает, что обязан похудеть. По приезде домой он идёт на чердак искать свои гири.
Пока Гомер ищет гири, Барт копается в старых вещах и находит картины Мардж, на которых изображён Ринго Старр. Лиза поражается таланту матери и ведёт её в класс рисования в Спрингфилдский Колледж. Там Мардж рисует картину Гомера на диване, которая выигрывает первый приз на конкурсе искусства в колледже.
Мистер Бёрнс хочет, чтобы Мардж нарисовала его портрет для Крыла Бернса в Спрингфилдском музее искусства. Мардж соглашается, но, в один из моментов, когда она рисовала, в комнату вошёл Гомер и радостно воскликнул о том, что вес немного снизился. Бёрнс, услышав это, оскорбляет Гомера, и Мардж выгоняет его и рвёт картину и говорит, что не может изобразить этого человека красивым, потому что она плохой художник. Но вскоре ей приходит письмо от Ринго Старра, в котором говорится, что Мардж — великолепный художник (оно пришло только сейчас потому, что Ринго отвечает на все письма поклонников и руки дошли до картины Мардж только недавно).
На торжество по случаю открытия Крыла Бёрнса Мардж приносит другую картину, и, когда она открывается взору зрителей, обнаруживается, что Бернс изображён там совершенно голым. Люди шокированы, но Мардж объясняет, что таким образом хотела показать, что под маской жестокого мистера Бернса скрывается уязвимый человек, которого скоро не станет.
Мистер Бернс, как и остальные люди, принимает такой свой образ, а заодно украдкой благодарит Мардж, что не посмеялась над его гениталиями, на что Мардж, когда он отходит, отвечает: «Я думала, что сделала это».